# The Girls (canción de Blackpink)
«The Girls» es un sencillo promocional del grupo femenino surcoreano Blackpink para la banda sonora original de su juego móvil Blackpink: The Game. Estuvo disponible por primera vez en el videojuego el 23 de agosto de 2023, antes de su lanzamiento oficial el 25 de agosto de 2023 a través de YG Entertainment y TakeOne Company. Escrita por varios colaboradores, incluidos los productores Ryan Tedder y Lindgren junto con las miembros del grupo Jennie y Rosé Jisoo «The Girls» es una canción de trap y EDM impulsada por ritmos de hip-hop sobre sonidos de flauta turca. La letra habla de la importancia de ser independiente y valiente en la vida.

## Trasfondo
El 4 de abril de 2023, YG Entertainment reveló que el juego móvil Blackpink: The Game se lanzaría en el segundo trimestre de 2023, así como una banda sonora original y un video musical que lo acompañaría. Desarrollado por TakeOne Company, el juego se lanzó oficialmente el 18 de mayo en plataformas de aplicaciones móviles. El mismo día, se lanzó un adelanto del video musical, confirmando que el título de la banda sonora sería «The Girls», y revelando un fragmento de la canción mientras los avatares animados de las miembros de Blackpink bailaban. El productor discográfico Ryan Tedder, que trabajó con Blackpink en «Bet You Wanna» (2020), publicó un adelanto de «The Girls» en sus redes sociales, confirmando su participación en la canción. En 2022, Tedder confirmó en una entrevista con Good Morning America que había escrito canciones con las miembros Jennie y Rosé para su próximo álbum, y describió el proceso como el trabajo de Blackpink con él apoyándolo y contribuyendo, aunque ninguna de sus canciones finalmente terminó en Born Pink (2022).

## Lanzamiento
Inicialmente planeado para ser lanzado simultáneamente con el lanzamiento del juego, la canción y su video musical se retrasaron indefinidamente debido a que el trabajo para poder presentar «contenido de la más alta calidad» tomó «más tiempo de lo esperado». El 4 de julio, el equipo del videojuego emitió un comunicado disculpándose por el retraso y anunciando que el vídeo musical se lanzaría en el juego dentro de un mes. El 3 de agosto, anunciaron que la fecha de lanzamiento oficial de «The Girls» en el juego sería el 23 de agosto. TakeOne Company también anunció que dos días después se lanzaría un paquete físico, disponible en las versiones «Stella» y «Reve», y que contendrían un código QR para descargar la canción y la letra. En las redes sociales, el productor de la canción, Ryan Tedder, confirmó que «The Girls» se presentaría en las plataformas de transmisión y en la radio tras su lanzamiento. La canción y su vídeo musical se estrenaron en Blackpink: The Game el 23 de agosto, acompañados de una fiesta de visualización organizada en el canal de YouTube de Blackpink en la que el grupo juega varios juegos y reacciona al vídeo. Después del estreno, YG Entertainment anunció con un póster teaser que «The Girls» se lanzaría oficialmente como sencillo digital el 25 de agosto.

## Música y letra

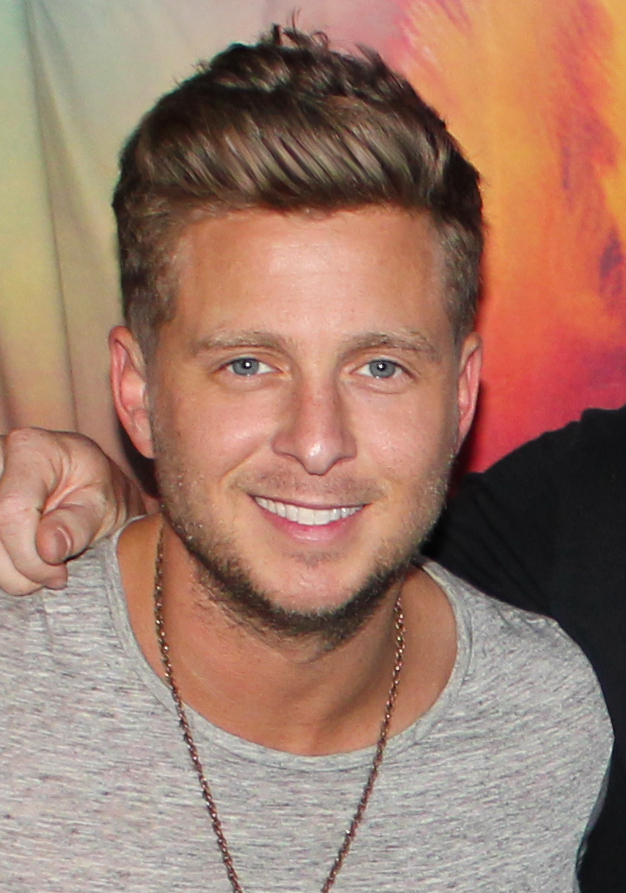
Ryan Tedder escribo y compuso la canción junto con Rosé y Jennie de Blackpink

«The Girls» sirve como banda sonora para el juego móvil del grupo Blackpink: The Game, escrita y compuesta por Ryan Tedder junto con las miembros del grupo Jennie y Rosé con su colaborador frecuente Danny Chung, además de Melanie Fontana, Michel 'Lindgren' Schulz y Madison Love. Es una pista basada en EDM y trap, que presenta ritmos con tendencia al hip-hop y un sonido de flauta turca a lo largo de la canción. Su letra gira en torno a «la importancia de ser independiente y valiente».

## Video musical
El 18 de mayo de 2023, se lanzó un adelanto de 22 segundos del vídeo musical de «The Girls», que presenta un fragmento de la canción con el estribillo «Don't mess with the Girls». El vídeo musical fue lanzado el 23 de agosto en Blackpink: The Game y el 25 de agosto en el canal de YouTube de Blackpink. En el video, se representan avatares animados de las miembros de Blackpink con su apariencia de «How You Like That» (2020) cantando y realizando la coreografía de la canción.